# Anacypta punctata
Anacypta punctata là một loài bọ cánh cứng trong họ Trogossitidae. Loài này được Fabricius miêu tả khoa học năm 1801.